# Rumonge
Rumonge ist eine Stadt im Süden des zentralafrikanischen Staats Burundi und liegt am Ostufer des Tanganjikasees. Seit dem 26. März 2015 ist sie die Hauptstadt der neu gegründeten Provinz Rumonge. Im Jahr 2008 hatte sie 35.931 Einwohner. Im gleichnamigen Distrikt (Commune) lebten 109.143 Menschen. Haupteinnahmequelle im Distrikt Rumonge ist der Fischfang, in dem 45 % der Bevölkerung tätig sind (Stand 2005).
Es gibt ein 1994 erbautes Krankenhaus und mehrere Gesundheitszentren.
Eine in der Nähe gelegene Sehenswürdigkeit ist ein artenreicher Urwald am Ufer des Tanganjikasees in Kigwena (Réserve naturelle forestière de Kigwena, ca. 15 km südlich von Rumonge). Der seit 1952 geschützte Wald ist von 2000 ha im Jahr 1952 auf 500 ha im Jahr 2000 geschrumpft.